# Zone Fighter
Zone Fighter (jap. 流星人間ゾーン Ryūsei Ningen Zōn) – japoński serial typu tokusatsu z 1973 roku produkcji Tōhō, emitowany przez Nippon TV od 2 kwietnia do 24 września 1973 roku. Odpowiedź Tōhō na popularną Ultra Serię i fenomen Henshin Hero, zapoczątkowany przez programy takie jak Kamen Rider i Jinzō Ningen Kikaider. Serial jest znany ze względu na gościnne występy Godzilli, a także dwóch innych potworów Toho, Króla Ghidory i Gigana. Materiały uzupełniające opublikowane przez Toho potwierdziły, że Zone Fighter jest częścią Shōwa, pierwszej serii filmów o Godzilli i rozgrywa się pomiędzy filmami Godzillą kontra Megalon oraz Godzilla kontra Mechagodzilla.

## Fabuła
Serial skupia na rodzinie Sakimori będącej jedynymi ocalałymi z planety Peaceland zniszczonej przez złowrogą rasę kosmitów o nazwie Garoga. Sakimori jako krzewiciele pokoju osiedlają się na Ziemi, zostają wytropieni przez Garogów i zamierzają uczynić z Ziemią to samo co z Peacelandem. Najmłodsi z Sakimorich – kierowca rajdowy Hikaru, jego siostra Hotatu i ich małoletni brat Akira mają zdolność transformacji w superbohaterów Zone Trio. Hikaru dodatkowo ma możliwość zmieniania się w gigantycznego androida, który walczy z Terror-Bestiami nasyłanymi przez Garogów. Okazjonalnym sojusznikiem Zone Trio jest Godzilla, przyjazny ludzkości potwór z Wyspy Potworów.

## Obsada
- Kazuya Aoyama – Hikaru Sakimori / Zone Fighter
  - Tatsumi Nikamoto –
    - Zone Fighter w kostiumie (głos),
    - Garoga

  - Kinichi Kusumi – Zone Fighter w wersji powiększonej
- Kazumi Kitahara – Hotaru Sakimori / Zone Angel
- Takashi Satō – Akira Sakimori / Zone Junior
- Shōji Nakayama – Yōichirō Sakimori / Zone Father
- Sachiko Kōdzuki – Tsukiko Sakimori / Zone Mother
- Shirō Amagusa – Raita Sakimori / Zone Great
- Hideaki Ohara – Takeru Jō
- Munemaru Kōda – Gold Garoga (głos)
- Kiyoshi Kobayashi – Narrator (głos)
- Isao Zushi –
  - Terror-Bestie,
  - Godzilla
  - Gigan,
  - Król Ghidorah
- Tōru Kawai – Godzilla

Źródło:

## Odcinki
| Data       | No. | Tytuł                             | Reżyseria       | Scenariusz                    | Reżyseria efektów specjalnych |
| ---------- | --- | --------------------------------- | --------------- | ----------------------------- | ----------------------------- |
| 02.04.1973 | 1   | 恐獣ミサイル 爆破せよ！           | Jun Fukuda      | Jun Fukuda                    | Teruyoshi Nakano              |
| 09.04.1973 | 2   | やっつけろ！デストロキング        | Jun Fukuda      | Jun Fukuda                    | Teruyoshi Nakano              |
| 16.04.1973 | 3   | たたけ！ガロガの地底基地          | Ishiro Honda    | Masaru Takesue                | Kōichi Kawakita               |
| 23.04.1973 | 4   | 来襲！ガロガ大軍団 – ゴジラ登場 – | Ishiro Honda    | Shōzō Uehara                  | Kōichi Kawakita               |
| 30.04.1973 | 5   | キングギドラをむかえ撃て！        | Jun Fukuda      | Jurō Shimamoto Akira Ishikari | Teruyoshi Nakano              |
| 07.05.1973 | 6   | キングギドラの逆襲！              | Jun Fukuda      | Jurō Shimamoto Akira Ishikari | Teruyoshi Nakano              |
| 14.05.1973 | 7   | ゾーンファミリー危機一髪！        | Kengo Furusawa  | Satoshi Kurumi                | Teruyoshi Nakano              |
| 21.05.1973 | 8   | 倒せ！恐怖のインベーダー          | Akiyasu Kikuchi | Satoshi Kurumi                | Kōichi Kawakita               |
| 28.05.1973 | 9   | 追え！レッドスパイダーの秘密      | Kengo Furusawa  | Jūrō Shimamoto                | Teruyoshi Nakano              |
| 04.06.1973 | 10  | 絶体絶命！ゾーン・ファイター      | Akiyasu Kikuchi | Motoo Nagai                   | Kōichi Kawakita               |
| 11.06.1973 | 11  | 間一髪 ゴジラの叫び！             | Jun Fukuda      | Kazuhisa Hattori              | Teruyoshi Nakano              |
| 18.06.1973 | 12  | 恐獣基地 地球へ侵入！             | Ishiro Honda    | Norio Komata                  | Yoshio Tabuchi                |
| 25.06.1973 | 13  | 戦慄！誕生日の恐怖                | Ishiro Honda    | Jun Fukuda                    | Yoshio Tabuchi                |
| 02.07.1973 | 14  | 猛り狂うぞ！ガロガ少年攻撃隊      | Akiyasu Kikuchi | Masaru Takesue                | Kōichi Kawakita               |
| 09.07.1973 | 15  | 沈没！ゴジラよ東京を救え          | Kengo Furusawa  | Kōhei Oguri                   | Kōichi Kawakita               |
| 09.07.1973 | 15  | 沈没！ゴジラよ東京を救え          | Kengo Furusawa  | Norio Komata                  | Kōichi Kawakita               |
| 16.07.1973 | 16  | 恐怖の襲撃！ガロガロボット        | Akiyasu Kikuchi | Susumu Takeuchi               | Kōichi Kawakita               |
| 23.07.1973 | 17  | GO! ファイター緊急発進            | Jun Fukuda      | Satoshi Kurumi                | Teruyoshi Nakano              |
| 30.07.1973 | 18  | 指令『日本列島爆破せよ』          | Ishiro Honda    | Yōji Amamiya                  | Yoshio Tabuchi                |
| 06.08.1973 | 19  | 命令『Kスイ星で地球をこわせ』     | Ishiro Honda    | Yōji Amamiya                  | Yoshio Tabuchi                |
| 13.08.1973 | 20  | 激闘！ファイターの歌が聞える      | Masao Minowa    | Shiro Ishimori                | Teruyoshi Nakano              |
| 20.08.1973 | 21  | 無敵！ゴジラ大暴れ                | Kohei Oguri     | Shinichi Kamisawa             | Teruyoshi Nakano              |
| 27.08.1973 | 22  | 逆襲！スーパージキロを倒せ        | Masao Minowa    | Masaru Takesue                | Shinichi Kamisawa             |
| 03.09.1973 | 23  | 大恐獣バクゴンの秘密              | Ishiro Honda    | Masaru Takesue                | Yoshio Tabuchi                |
| 10.09.1973 | 24  | 針吹き恐獣ニードラーを倒せ        | Ishiro Honda    | Yūji Amamiya                  | Yoshio Tabuchi                |
| 17.09.1973 | 25  | 凄絶！ゾーン・ゴジラ対恐獣連合軍  | Kengo Furusawa  | Yoshihisa Araki               | Koichi Kawakita               |
| 24.09.1973 | 26  | 粉砕！ガロガガンマーX作戦         | Kōhei Oguri     | Satoshi Kurumi                | Shinichi Kamisawa             |

Źródło: